# ディングル半島

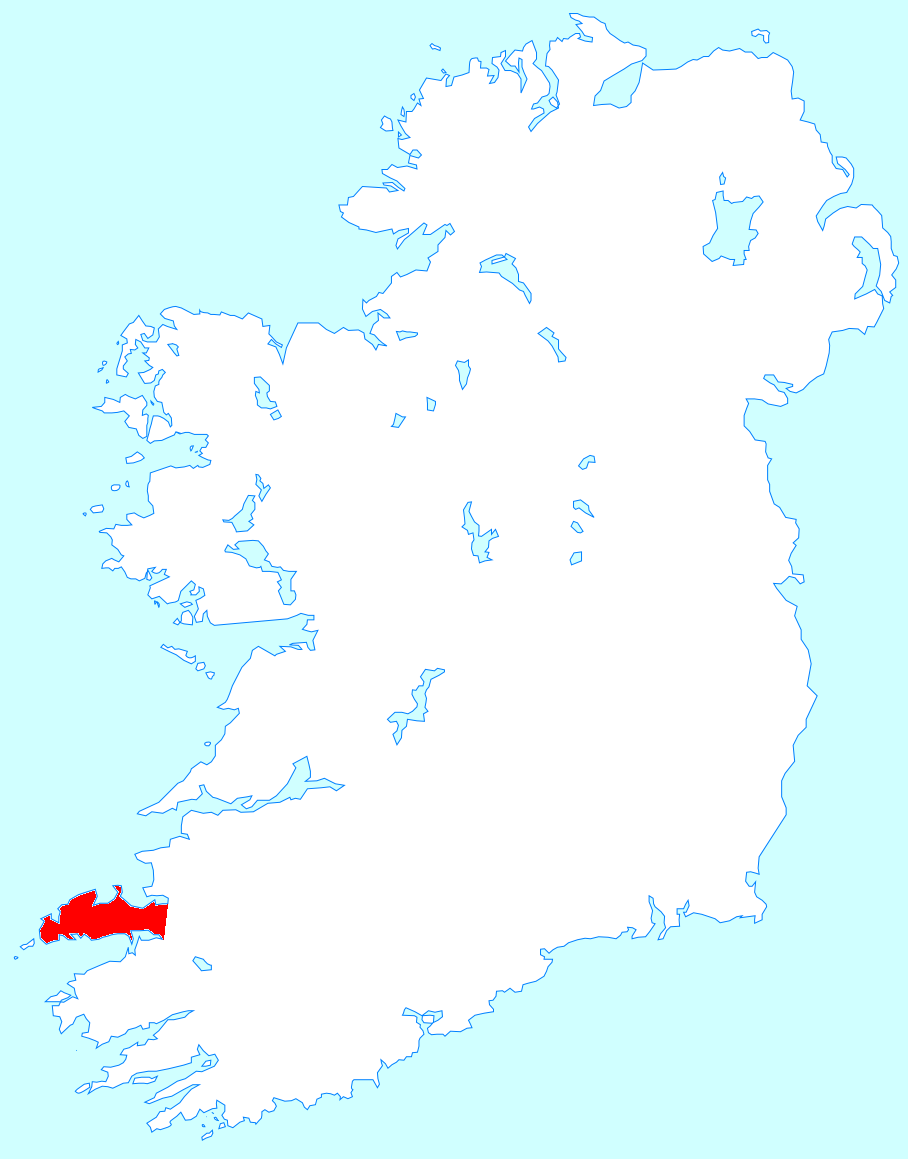
アイルランドにおけるディングル半島の位置

ディングル半島（ディングルはんとう、英語: Dingle Peninsula、アイルランド語: Corca Dhuibhne）は、アイルランド共和国南西部のケリー県に位置し、大西洋に向かって南西に突き出ている半島。西端は、アイルランドで最も西に位置すると共にヨーロッパの最西端でもある。

## 名称
ディングル半島の名称は、半島の西部に位置するディングルの都市名に由来する。一般には、英語で話す場合でもアイルランド語での名称である「コルカ・グウィヴナ（Corca Dhuibhne）」と呼ばれている。コルカ・グウィヴナというのは「グウィヴナ（アイルランドにおける名前の一つ）の子孫または一族」の意味とされ、中世に半島を占領し、ケリー県の南東部一帯を支配していたコルカ・グウィヴナの人々から取られている。

## 地理
ディングル半島の地質は砂岩で構成されており、半島の東側ではスリーヴ・ミッシュ山脈が続き、名前のついていない山脈が中央部から西に向けて伸びている。マクギリーカディ山脈以外ではアイルランドで最も高い山である標高951mのブランドン山があり、半島やケリー県北部の素晴らしい眺望が見える美しい尾根が連なっている。
半島の南端にあるディングルからブランドン海岸、北部のキャッスルグレゴリーに達するコーナー・パス（The Conor Pass）と呼ばれる道路は、アイルランドでも最も高い場所を走る山岳道路であり、切り立った崖やカール湖の間を抜ける危険な道路として知られている。
半島の西の沖にはブラスケット諸島がある。ブラスケット諸島は、先住民による文学上、言語学上の遺産で有名である。しかし、1950年代に政府が行った移住計画により、無人島となってしまった。

## 文化・言語
半島の西端部は、全国的にも注目される作家や詩人を輩出したゲールタハトとなっている。前述のとおりアイルランドで最も西に位置することから、最西端のダンキンはしばしば冗談として「アメリカの隣の地区」と呼ばれている。
ディングル半島は、日常的にゲール語が使われている地域である。

## 考古学

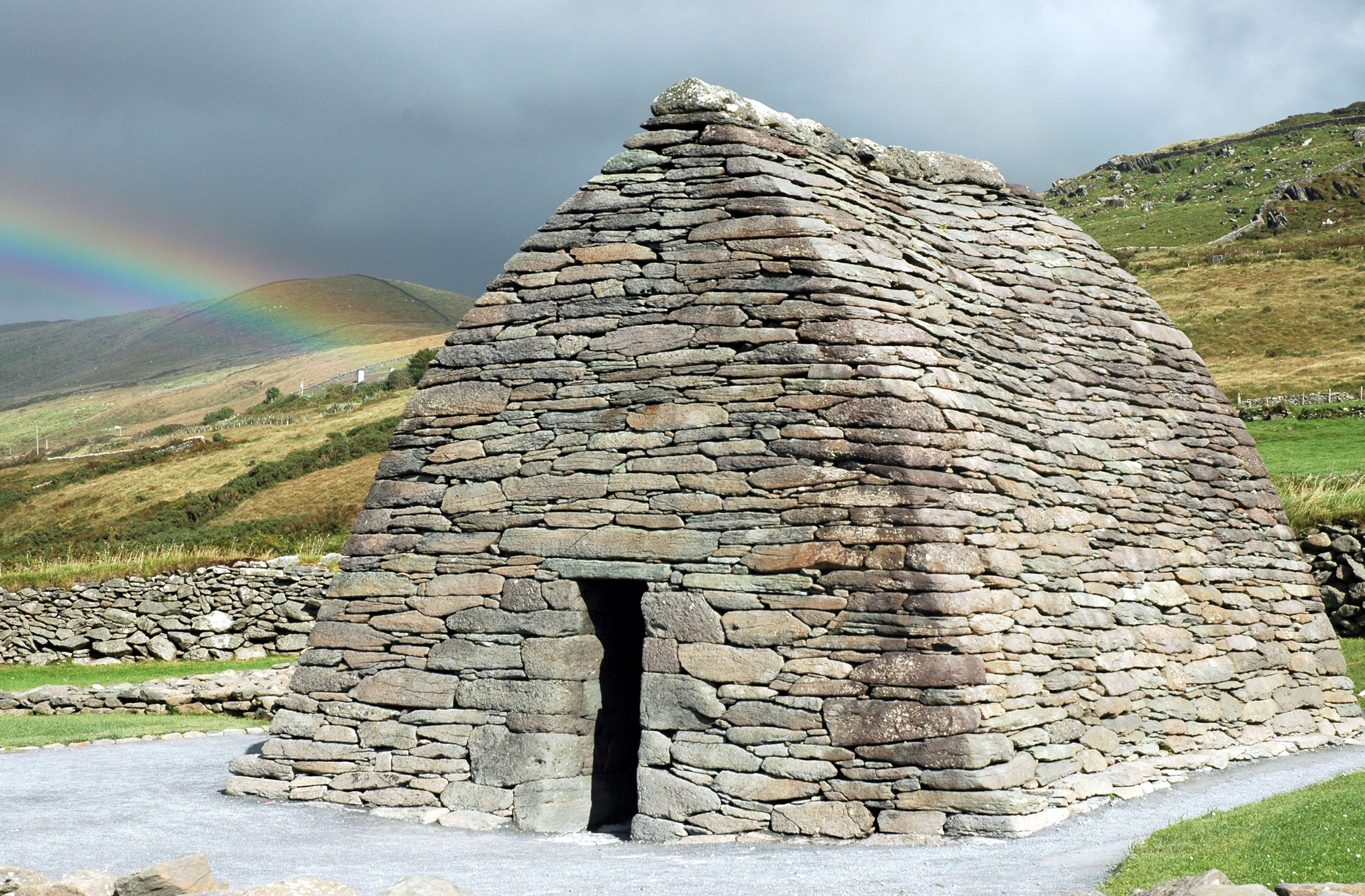
ガララス礼拝堂

ディングル半島には、ガララス礼拝堂など先史時代あるいは中世前期の遺跡が多数所在している。

## 画像

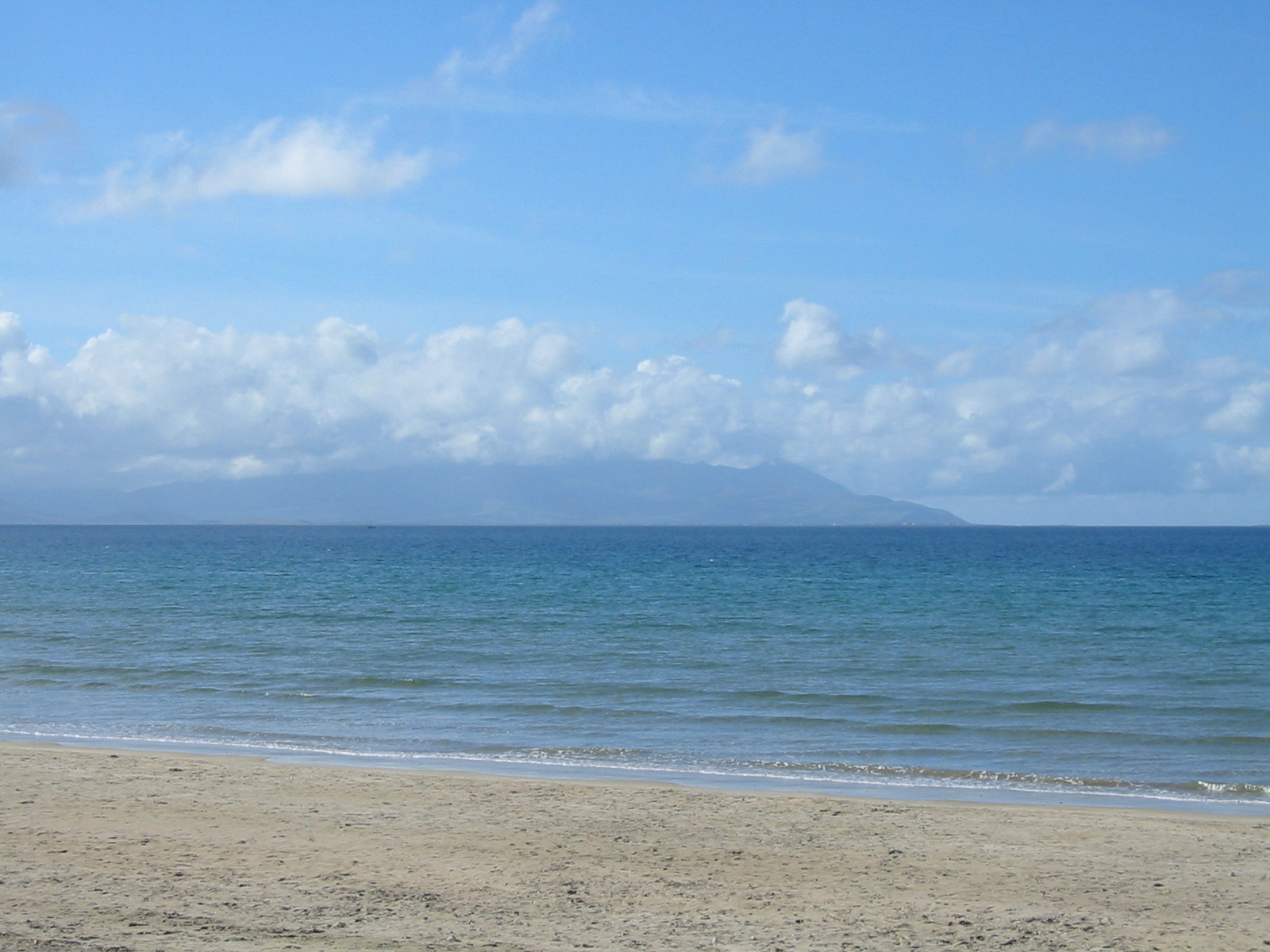
バンナ・ストランドから見たディングル半島
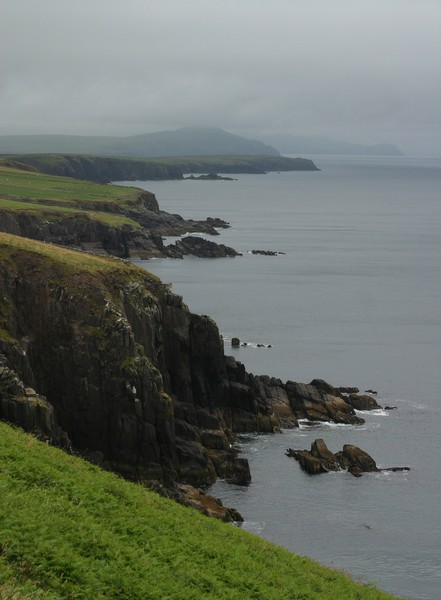
ディングル半島の海岸線
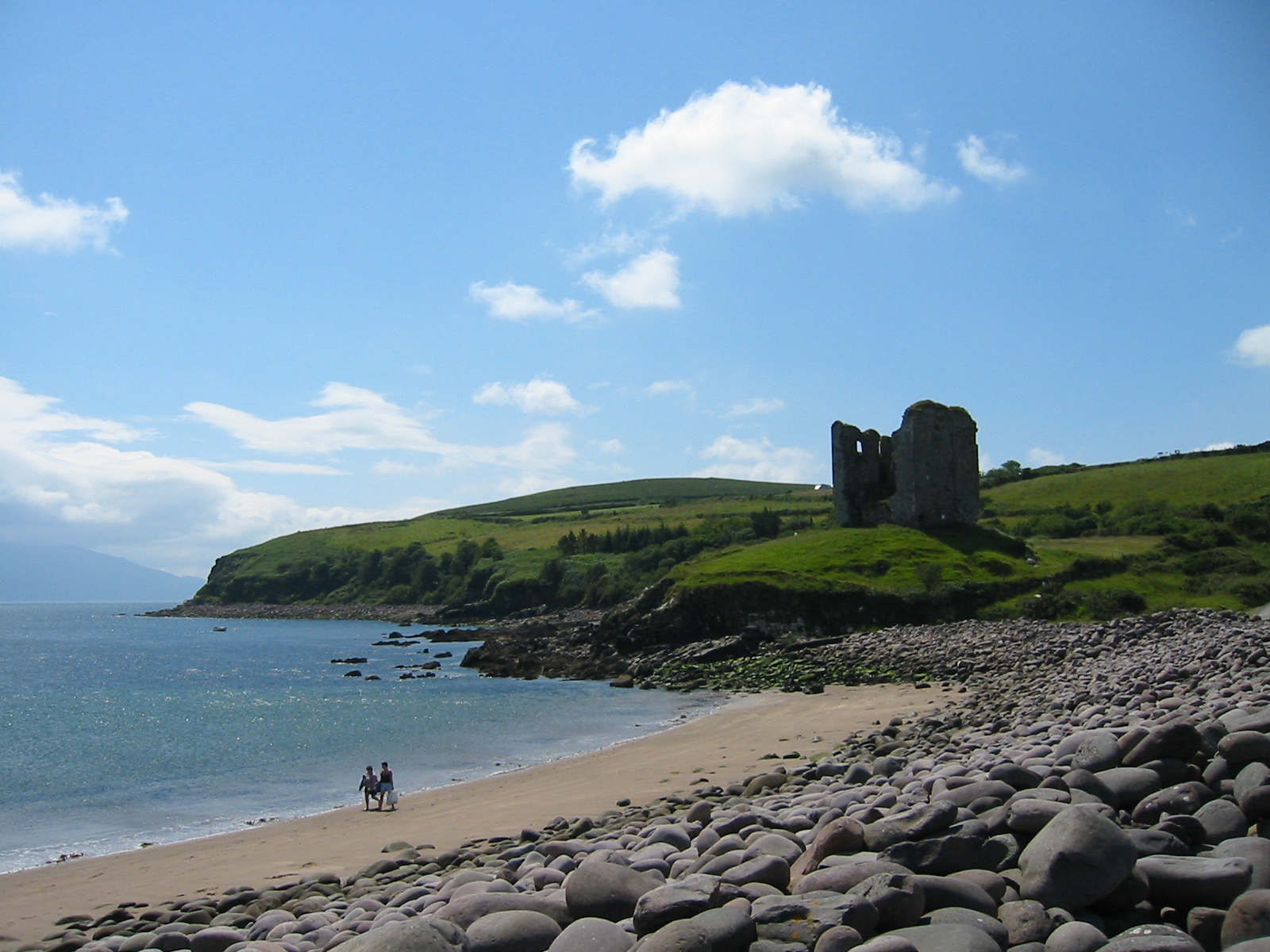
ミナード城
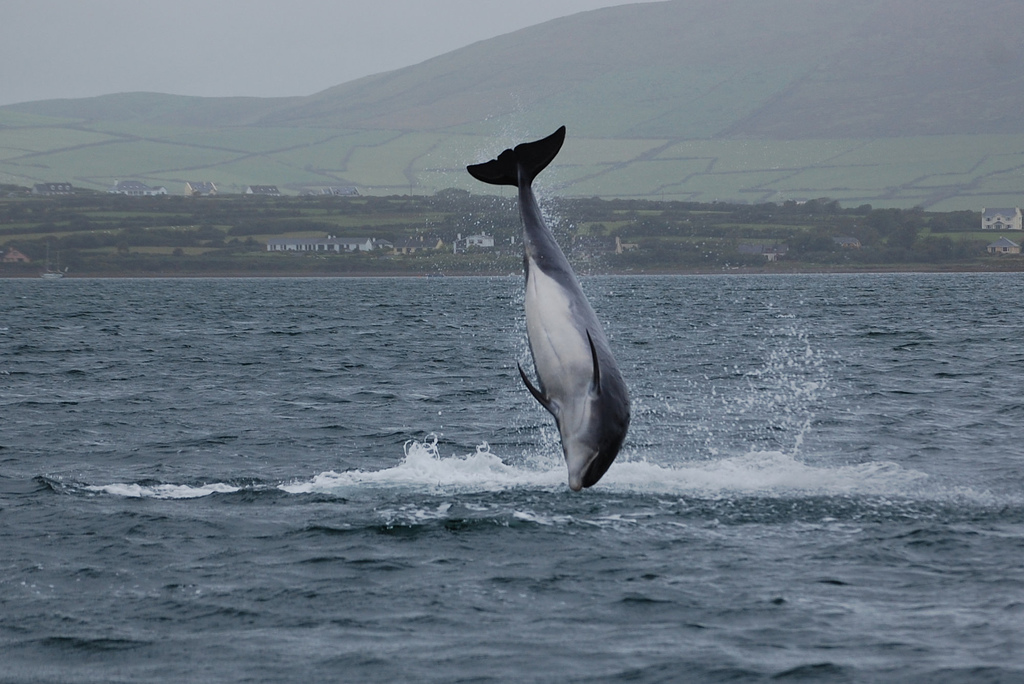
ファンジー